# Smeringopina
Smeringopina là một chi nhện trong họ Pholcidae.

## Các loài
Các loài trong chi này gồm:
- Smeringopina africana (Thorell, 1899)
- Smeringopina armata (Thorell, 1899)
- Smeringopina beninensis Kraus, 1957
- Smeringopina bineti (Millot, 1941)
- Smeringopina camerunensis Kraus, 1957
- Smeringopina guineensis (Millot, 1941)
- Smeringopina pulchra (Millot, 1941)
- Smeringopina simplex Kraus, 1957